# 결혼공포
헌신에 대한 두려움(fear of commitment) 혹은 결혼공포증(gamophobia)은 장기적 파트너십이나 결혼에 대한 비합리적 공포(irrational fear)나 회피를 말한다. 이 용어는 헌신공포(commitment phobia)라고도 하며, 이는 일반적인 헌신에 대한 공포나 회피를 보다 광범위하게 묘사한다.
본질적으로 만족은 관계에서의 동료 관계로부터 나옴에도, 사람들은 관계가 진지한 전념 수준으로 진행하면 스스로 거리를 두거나 철수하는 것을 택할 수도 있다.

## 심리학적 설명
헌신에 대한 공포는 다면적 심리학적 현상으로, 수많은 요소에 영향 받기 쉬우며, 원초적 기여자로서 유의미한 역할을 수행하는 심리학적 요소가 수반된다. 다음은 장기적 관계에서 헌신에 대한 공포를 일르키는 잠재적인 원인들이다.

### 1. 애착 불안정
애착 불안정(Attachment insecurity)은 영아기 부적절하고 모호한 양육으로 정의된다. 이런 경험은 한 개인과 타인의 친밀한 관계 맺음 방식을 포함하는 불안정 애착 유형(insecure attachment style)의 발달을 야기할 가능성이 높다. 애착 유형 개념은 존 보울비(John Bowlby)의 애착 이론(Attachment Theory)으로부터 유래하였다. 이는 사람은 유의미한 타인과 밀접하고 정서적인 유대를 구축해야 하는 진화론적 필요를 갖고 있다고 가정한다. 초기 애차구경험으로 형성되는 내부 작동 모델(internal working model)은 영아기 양육자를 통해 형성된 관계가 미래의 성인 관계의 기반으로 작용하고 이를 예측할 수 있는 안정된 청사진을 구축한다. 이는 연속성 가설(continuity hypothesis)에서 말하는 바, 한 사람에게 있어 그 다음에 따라 오게 될 정서적 안정성과 발달에 지속적으로 영향을 준다고 가정한다.

아동기 불안-회피 애착 유형(anxious-avoidant attachment style)으로 양육하는 과정에서, 부모는 아동으로부터 친밀한 감정을 수용한다고 표현하지 못하며, 정서적 거리가 점차 멀어지고 점차 무시(dismissiveness)하게 된다. 이는 모성 민감도 가설(maternal sensitivity hypothesis)로 입증되는데, 이 가설에서는 아동의 회피 성향이 양육자 보통은 엄마가 대우하는 방식에 주로 영향을 받는다. 많은 사례에서 이런 패턴을 경험한 아동은 이러한 역동에 순응하는 경향이 크며, 결국 성인기 회피-거부 애착 유형(avoidant-dismissive attachment style)을 낳는다. 결국 이러한 개인은 표면적으로는 유대감과 친밀한 관계를 보존하는 경향을 보이지만 타인이 이들의 깊은 감정 영역(emotional realm)으로 파고 들어가려 하면 이들은 정서적 장애물(emotional barrier)을 세우게 된다. 친밀한 관계와 유의미한 타인은 믿을 수 없다고 아동이 배우게 되는 거부적인 양육으로부터 직접 유래하여, 대인관계의 상호작용에서 친밀함(closeness)과 안심시키기(reassurance)는 일반적으로 이들이 회피하게 된다. 장기적 관계나 결혼 관계에서 발생하는 헌신에 대한 공포는 이들의 잠재적 파트너는 어렸을 적 신뢰할 수 없는 자신의 양육자를 닮았다는 걱정을 품으며, 초기 애착 경험의 영향이 지속되고 있다는 사례로 든다. 연구에서는 회피와 헌신에 대한 혐오감 사이에 유의미한 연관이 있다는 것을 보여왔는데, 이는 회피 성향이 높을 수록 관계에서의 헌신 수준은 더 낮다는 것을 의미한다. 낮은 헌신 수준은 의존(dependence)으로 인한 불편감(discomfort)이 일으킨 공포 때문이다.

#### 사회 심리학 연구
헤이잔(Cindy Hazan)과 셰이버(Philip Shaver)의 1987년 연구는 애착 이론(attachment theory)을 어떻게 각 애착 유형이 성인 연인 관계에 영향을 주는지 설명하는데 도입하여 사회 실험을 수행하였다. 이들은 사랑퀴즈(love quiz)를 설계하여 참가자의 아동기 애착 유형과 사랑에 대한 믿음을 물었다. 620명이 응하였고, 이들은 영아로서 안정 애착을 받은 이들 대다수가 즐겁고 오래 지속되는 관계를 맺는다고 결론 내렸다. 또 다른 주목할 만한 적용은 회피 애착 유형은 정서적 친밀감에 대한 불편감과 독립에 대한 선호를 보인다는 사실을 밝혔다. 이러한 개인은 지속되는 관계에 본질적으로 보이는 취약성(vulnerability)과 감정 투입(emotional investment)에 고심하는 만큼, 친해지는 것과 헌신하는 것에 대한 반감은 장기적 헌신에 대한 두려움을 높이는 것에 기여한다. 게다가 불안-저항 애착 유형(anxious-resistant attachment style)은 유기(abandonment)에 대한 걱정과 안심시키기(reassurance)에 대한 지속적인 요구를 특성으로 한다. 거절에 대한 위험이 있을 수 있다고 인지하거나 충족되지 못한 정서적 요구가 장기적 파트너십에 헌신하는 것에 주저하게 할 수 있기 때문에,이 애착 유형 역시 헌신하는 것을 두려워할 것이다. 따라서 이는 애착 유형, 특히 불안정 애착 유형이 어느 정도 헌신에 대한 공포를 가질 수 있다는 주장을 지지한다.

### 2. 과거 경험
과거의 관계, 특히 트라우마(trauma)가 발생하였거나 슬픈 결말을 보게 된 관계는 헌신에 대한 공포를 발달 시킬 가능성이 높다. 이들은 자신의 파트너가 상호호혜적으로 같은 수준의 헌신을 하지 않거나 신뢰를 배신할 수 있을 것이라고 두려워 하면서, 새로운 관계에 감정을 투입하는 것을 주저할 수 있다. 연구에서 일괸적으로 결론 내린 것은 어떤 행동을 반복하겠다는 결심은 자신이 감지한 과거 경험에서 상당히 영향을 받는다는 것이다. 헌신을 해야 한다는 전망이 발생하였을 때, 사람은 자신이 과거의 공포와 다투고 있다는 것을 알게 된다. 즉 자신의 이전의 만남과 복잡하게 연결된 현상인 것이다. 다른 말로 하면, 타인이 자신을 실망시킨 역사 때문에, 한 사람에게 헌신하는 것을 부정적 지각과 관련시키는 경향이 있다. 이런 경향은 헌신을 조장하는 행동을 하는 것을 꺼리고, 대신 헌신이 발달하는 것을 방해하는 행동에 의지하는 특성을 갖는 헌신에 대한 반감(commitment aversion)을 사용하게 한다.

### 3. 낮은 자존감과 자신감
자존감(self-esteem)은 개인의 진가(worth), 가치관(value), 중요성(importance)을 정서적으로 평가하는 것을 구성한다. 자존감은 자기가치감(self-worth)과 양적 관련성이 있으며, 자신이 존재적 가치와 타인의 애착이 없다고 있식하는 이들은 높은 자존감을 지닐 가능성이 적다는 것을 의미한다. 관계의 형성과 헌신은 자기가치감과 대인관계적 신뢰로부터 깊은 영향을 받기 때문에, 그 결과 헌신에 대한 공포가 이어지게 되는 것이다. 이는 그들이 파트너의 욕구를 충족시키는 것에 대하여 적절하게 장착되지 못하여, 긍정적이고 건강하며 장기 지속하는 관계를 지탱할 자신감이 없어지게 만드는 믿음에 뿌리를 두고 있다. 결과적으로 발생하는 헌신의 축소는 관계에 대한 좋지 못한 결론을 낳게 된다. 따라서 이런 경험은 고통스러운 과거의 일부가 되고, 공포를 부정적으로 강화하며, 공포증을 강화하게 되는 순환 패턴을 구축한다.

### 4. 불쾌한 가족 내 이혼
가족 중에 발생한 이혼은 "결혼의 현실(reality of marriage)"을 강조하는 이혼 부모가 자주 사용하는 구체적인 삽화로 역할한다. 이혼 부모는 결혼에 대하여 비관적인 태도를 더 보이기도 하며, 지속적인 관계가 유지할 수 있는 가능성과 건강한 결혼 상태에 관한 낙관적 태도가 낮아져 있다는 것을 표출한다. 이런 부모의 아동은 불가피하게 이러한 합리적이지 못한 전망을 흡수하고, 일반적으로 부부는 갈등을 극복하는 능력이 없다는 치우친 믿음이 아동기에 믿음의 기반으로 형성된다. 이러한 발전 단계는 일반적인 도상(schema)의 구축을 위한 중대한 시기로 작용한다. 연구에서는 특히 여성에게서 특정 파트너에게 헌신하는 것을 심사숙고할 때 자신감은 줄어들고 마음 속 모순 감정(ambivalence)은 높아지는 경향이 존재한다.

## 역사
"commitmentphobia"라는 용어는 1987년 출간된 자기개발서 Men Who Can't Love에서 처음 나왔다. 오로지 남성만 헌신공포를 가지고 있다는 것을 의미한 성차별이라는 비판이 따르자, 저자는 이후 1995년에 출간한  He's Scared, She's Scared라는 저서에서 성별 균형에 맞춘 헌신공포를 제시하였다. 결혼에 대한 반감(aversion)이 공포를 수반하면서, "scottophobia"라고 하였다. 결혼에 대한 혐오(hatred)는 "misogamy(결혼혐오)"라 한다.

## 비판
자기개발서의 일반적인 비판 이외에, 심리학자 벨라 데파울로(Bella M. DePaulo)는 독신주의 서적에서 독신자에 대한 낙인에 관한 서적 Singlism: What it is, why it matters and how to stop it과 Singled Out이라는 책을 썼다.
"fear" 혹은 "phobia"라는 용어는 자체로 언어적 편향성을 보인다. 그것은 일반화되고 비합리적인 공포증으로서 은연 중에 특정한 삶의 결정을 재정리(독신 대 결혼, 혹은 무자녀 결심)하지만, 개인의 특정한 동기를 동일시하고 묘사하며 몰두하지 못하는 것이다. 예를 들어, 남성 권리 운동(men's rights movement)은 높은 이혼율, 비싼 이혼 수당과 재판 비용을 예로 들며, "헌신에 대한 공포(fear of commitment)"가 아니라 "결혼 스트라이크(marriage strike)"라는 관점에서 비혼이 경제적 요소를 이성적으로 고려한 기반 위에 완전히 확실하고 논리적인 위치에 있다는 포지션을 반영한다.

## 같이 보기
- 유기공포
- 친밀감에 대한 공포